# 彎臂鯨
彎臂鯨（學名Ancalecetus）是一類已滅絕的鯨魚。牠們生存於始新世晚期。